# وحدة قياس الممانعة

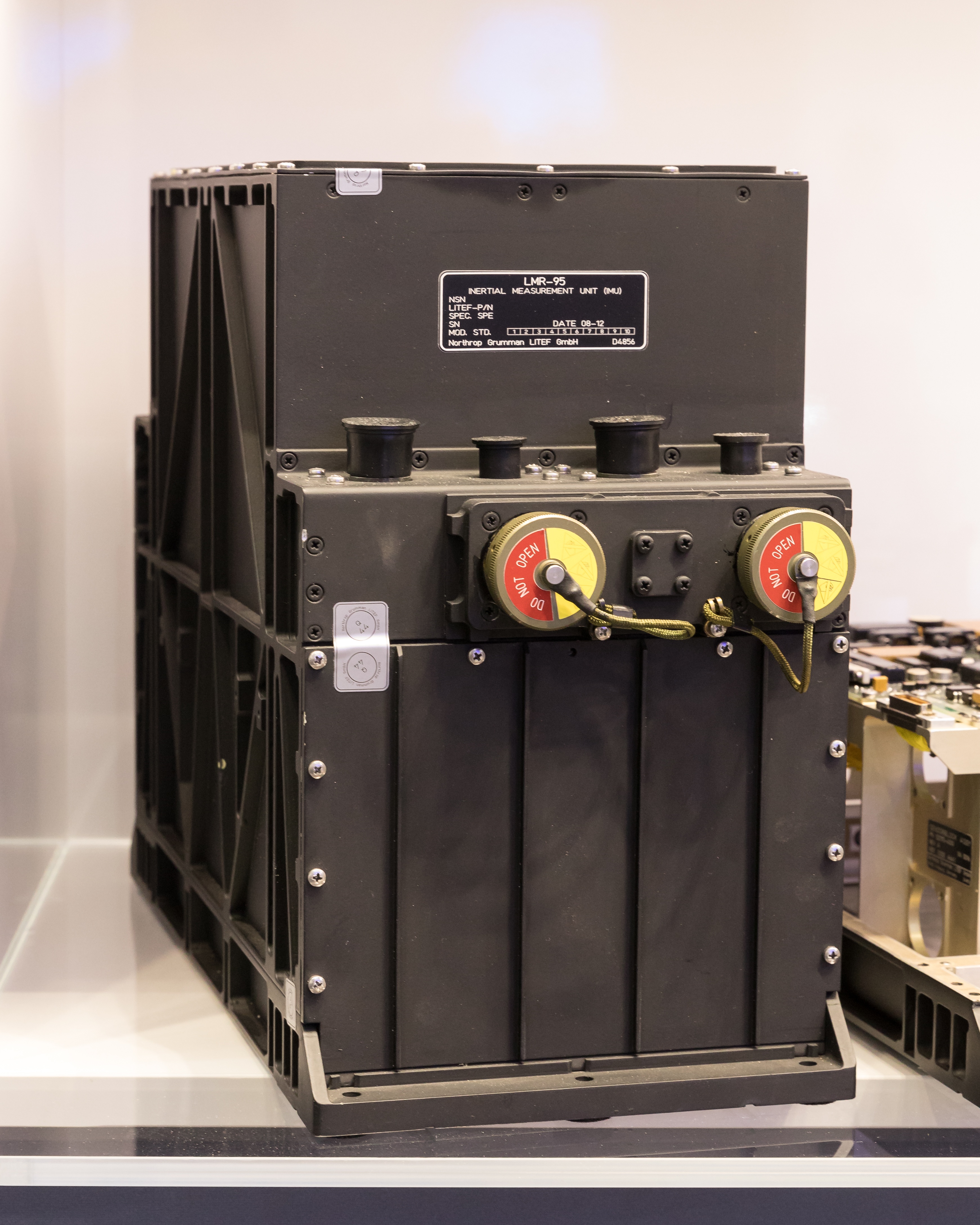

وحدة قياس الممانعة هي قطعة إلكترونية تقوم بقياس وتحديد القوى المؤثرة على الجسم وتسارعه الزاوي واحيانا المجال المغناطيسي باستخدام مجموعة من الحساسات مثل حساسات التسارع، الدوران، والمجال المغناطيسي.
تستخدم هذه الوحدة عادة في مجال الطيران لتسهيل عمليات المناورة والمحافظة على التوازن، كما تستخدم أيضا في مجالات الفضاء في الاقمار الصناعية وسفن الفضاء.
وفي الفترة الاخيرة تم إضافة ميزة تحديد المواقع إلى هذه الوحدة مما يزيد من دقة عملها في مجالات عملها المتنوعة.
كما وتعتبر هذه الوحدة إحدى المكونات الاساسية للطائرات متعددة المراوح، الاقمار الصناعية، الطائرات المسيرة عن بعد وحتى الصواريخ الموجهة، حيث ان البيانات التي توفرها هذه الوحدة تسمح لاجهزة الحواسيب بتعقب موقع الطائرة ووضعها باستخدام الية الحساب الميت.
تقوم الية عمل هذه الوحدة على قياس على حساب التغيرات في التسارع والتسارع الزاوي من كافة الاتجاهات باستخدام حساسات التسارع والدوران وقد يتم استخدام حساس المجال المغناطيسي لزيادة دقة البيانات التي توفرها وللتخلص من حالات الانزلاق عن الموقع المطلوب.
تحتوي وحدة قياس الممانعة في انظمة الملاحة عادة على حساس التسارع لمعرفة تغير الموقع وحساس الدوران للمحافظة على اتزان المركبة.
و يقوم حساس التسارع الزاوي – الدوران – بقياس دوران الجسم في الفضاء حيث تحتوي الوحدة عادة على ثلاثة حساسات للابعاد الثلاثة.
يقوم الحاسوب بشكل مستمر بعملية حساب موقع المركبة للابعادة الستة- ثلاثة اتجاهات والزاوية الخاصة بكل اتجاه- ومن ثم يتم مكاملتهم بالنسبة لوقت القياس مما يعطينا فكرة عن الجاذبية المحيط بالجسم وسرعة تحركه وبعد مكاملة سرعته يتم تحديد موقعه بدقة حيث يتم ادخال هذه البيانات إلى متحكم الطائرة لتعديل أي خطا في نظام الملاحة الخاص بها.

## روابط خارجية
- Description of IMU aiding from Roll isolated Gyro
- Inertial Navigation: 40 Years of Evolution - Overview at www.imar-navigation.de
- Three Axis IMU
- A Guide To using IMU (Accelerometer and Gyroscope Devices) in Embedded Applications